# (7039) Yamagata
(7039) Yamagata – planetoida z grupy pasa głównego asteroid okrążająca Słońce w ciągu 3 lat i 259 dni w średniej odległości 2,4 j.a. Została odkryta 14 kwietnia 1996 roku przez Tomimaru Ōkuniego. Przed nadaniem nazwy planetoida nosiła oznaczenie tymczasowe (7039) 1996 GO2.